# Casbia rhodina
Casbia rhodina là một loài bướm đêm trong họ Geometridae.